# 애니 포츠
애니 포츠(Annie Potts, 1952년 10월 28일 ~ )는 미국의 배우이다. 1978년 영화 《코르벳 서머》로 골든 글로브상 올해의 신인 여자 배우 상을 수상하였으며, 영화 《고스트버스터즈》 시리즈의 비서 재닌 멜니츠 역으로 잘 알려져 있다.

## 출연 작품
- 고스트버스터즈 라이즈 - 제닌 멜리츠 역
- 고스트버스터즈: 오싹한 뉴욕 - 제닌 멜리츠 역